# Java-Zwergmaus
Die Java-Zwergmaus (Mus vulcani) ist ein wenig erforschtes Nagetier aus der Gattung der Mäuse (Mus). Sie kommt im Westen von Java vor.

## Merkmale
Die Kopf-Rumpf-Länge beträgt 80 bis 92 mm, die Schwanzlänge 84 bis 92 mm und die Hinterfußlänge 20 bis 23 mm. Für das Gewicht sind keine spezifischen Daten verfügbar. Die Oberseite ist dunkelbraun gefärbt, die Unterseite grau gelbbraun. Die zweifarbige Schwanz ist ungefähr gleich lang wie die Kopf-Rumpf-Länge. Das Fell ist weich. Die Weibchen besitzen drei Zitzenpaare.

## Lebensraum
Die Java-Zwergmaus bewohnt Hochgebirgswälder in Höhenlagen von 2.400 m.

## Lebensweise
Die Java-Zwergmaus ist erdbewohnend und möglicherweise nachtaktiv. Ihre lange Schnauze, die kleinen Augen und ihr samtiges Fell lassen vermuten, dass sie im Laub, im Farngestrüpp oder an verrotteten Baumstämmen auf Nahrungssuche geht. Ihre Nahrung besteht aus Wirbellosen. Weiteres ist über die Lebensweise nicht bekannt.

## Status
Die Java-Zwergmaus wird in der IUCN Red List in der Kategorie „nicht gefährdet“ (least concern) gelistet. Die Art ist vermutlich ziemlich selten, jedoch gibt es keine Anzeichen dafür, dass der Bestand rückläufig ist.

## Systematik
Die Java-Zwergmaus wurde 1919 von Herbert Christopher Robinson und Cecil Boden Kloss als Unterart der Sumatra-Zwergmaus (Mus crociduroides) beschrieben. 1977 wurde sie  von Joe Truesdell Marshall als eigenständige Art anerkannt und aufgrund der Schädeleigenschaften gemeinsam mit der Sumatra-Zwergmaus in die Untergattung Coelomys gestellt.